# 4700 Карузі
4700 Карузі (4700 Carusi) — астероїд головного поясу, відкритий 6 листопада 1986 року.
Тіссеранів параметр щодо Юпітера — 3,399.